# کوبلسدورف
کوبلسدورف (به آلمانی: Cobbelsdorf) یک منطقهٔ مسکونی در آلمان است که در کسویگ واقع شده‌است. کوبلسدورف  ۶۰۵ نفر جمعیت دارد.